# San Juan del Losada
San Juan del Losada, es un centro poblado de Colombia, bajo jurisdicción del municipio de La Macarena en el departamento del Meta. Ubicado a orillas del río Losada.

## Vías de comunicación
El centro poblado se encuentra en la vía que comunica a San Vicente del Caguán con la cabecera municipal de La Macarena.

## Historia
En los años ochenta se da auge en el cultivo de hoja de coca en esta región, por lo que en esta poca se produce un auge poblamiento en la región y donde se desarrolló buena parte de la infraestructura en esta zona. Por lo que a finales de esta década surge San Juan de Losada como vereda.
Ya en la década del 2000, el principal suceso fue sin duda el escenario de diálogos entre la guerrilla de las Farc y el Gobierno de Andrés Pastrana. Instaurándose la llamada "Zona de distensión", hasta su finalización en febrero de 2002.
En el 2009, se inició el proceso para definir los límites de los departamentos de Meta y Caquetá en esta zona, por ende se solicitó al IGAC que interviniera dadas las dudas generadas entre los municipios de San Vicente del Caguán y La Macarena, por unos 5.000 kilómetros de terreno, alrededor de unos campos petroleros al norte del centro poblado Los Pozos (San Vicente del Caguán).
Ya en 2022, mediante el Acuerdo 218 del 28 de enero de 2022 se constituye y delimita la Zona de Reserva Campesina Losada- Guayabero, ubicada en los municipios de la Macarena y La Uribe en el departamento del Meta.  